# ピエトララータ駅
ピエトララータ駅(Pietralata)はローマ地下鉄のB線にある駅の一つである。ローマの第21クアルティエーレのピエトララータ通りにある。

## 略歴
本来、駅を建設しようとしていた場所からそう遠くない所にある同名の通りの名前であるフェローニア (Feronia) と言う名前が付けられていた。ところがピエトララータは現在のクインティリアーニ駅の名前と決定された。
公開のわずか数ヶ月前にピエトララータ通りからアクセスしやすい駅ということで名称の変更が決定した。そのために利用者の混乱は少なくなかった。

## 周辺
- Forte Tiburtino
- アウトストラーダ A24

## 施設
- エレベーター
- 障害者を運ぶ